# Serie A1 1948
Die Saison 1948 war die 15. Spielzeit der Serie A1, der höchsten italienischen Eishockeyspielklasse. Meister wurde zum insgesamt zehnten Mal in der Vereinsgeschichte der Hockey Club Milano.

## Modus
Die Sieger dreier Hauptrundengruppen traten in einer Qualifikationsrunde gegeneinander an. Der Sieger spielte gegen die für das Halbfinale gesetzte Mannschaft SG Cortina. Der Gewinner des Halbfinales durfte gegen den für das Finale gesetzten HC Milano spielen.

## Hauptrunde

### Gruppe A
|  | HC Misurina | 2:0 wegen Verfehlung gewertet | HC Alleghe | Auronzo |

|  | HC Alleghe | 3:0 | Cortina II | Auronzo |

|  | HC Misurina | 5:0 | Cortina II | Auronzo |

|    | Klub          | Sp | S | U | N | Tore | Punkte |
| -- | ------------- | -- | - | - | - | ---- | ------ |
| 1. | HC Misurina   | 2  | 2 | 0 | 0 | 7:0  | 4      |
| 2. | HC Alleghe    | 2  | 1 | 0 | 1 | 3:2  | 2      |
| 3. | SG Cortina II | 2  | 0 | 0 | 2 | 0:8  | 2      |

### Gruppe B
|  | HC Ortisei | 2:1 | Diavoli Azzurri Bolzano | St. Ulrich in Gröden (Ortisei) |

|  | HC Diavoli Rossoneri Milano | 0:1 am grünen Tisch | Diavoli Azzurri Bolzano | St. Ulrich in Gröden |

|  | HC Ortisei | 1:3 | Diavoli Rossoneri Milano | St. Ulrich in Gröden |

|    | Klub                        | Sp | S | U | N | Tore | Punkte |
| -- | --------------------------- | -- | - | - | - | ---- | ------ |
| 1. | HC Diavoli Rossoneri Milano | 2  | 1 | 0 | 1 | 3:2  | 2      |
| 2. | Diavoli Azzurri Bolzano     | 2  | 1 | 0 | 1 | 2:2  | 2      |
| 3. | HC Ortisei                  | 2  | 1 | 0 | 1 | 3:4  | 2      |

### Gruppe C
|  | Asiaghese | 0:6 | Amatori Milano | Asiago |

|  | Asiaghese | 3:4 | HC Meran | Asiago |

|  | Amatori Milano | 9:1 | HC Meran | Asiago |

|    | Klub           | Sp | S | U | N | Tore  | Punkte |
| -- | -------------- | -- | - | - | - | ----- | ------ |
| 1. | Amatori Milano | 2  | 2 | 0 | 0 | 15:01 | 4      |
| 2. | HC Meran       | 2  | 1 | 0 | 1 | 05:12 | 2      |
| 3. | Asiaghese      | 2  | 0 | 0 | 2 | 03:10 | 0      |

## Qualifikationsrunde
|  | Misurina | 5:5 | Amatori Milano |  |

|  | Misurina | 5:3 | Diavoli Rossoneri Milano |  |

|  | Diavoli Rossoneri Milano | 4:10 | Amatori Milano |  |

|    | Klub                        | Sp | S | U | N | Tore | Punkte |
| -- | --------------------------- | -- | - | - | - | ---- | ------ |
| 1. | Amatori Milano              | 2  | 1 | 1 | 0 | 15:9 | 3      |
| 2. | HC Misurina                 | 2  | 1 | 0 | 1 | 10:8 | 3      |
| 3. | HC Diavoli Rossoneri Milano | 2  | 0 | 0 | 2 | 7:15 | 0      |

Sp = Spiele, S = Siege, U = unentschieden, N = Niederlagen

## Playoffs

### Halbfinale
|  | SG Cortina | 8:1 | Amatori Milano |  |

### Finale
| 5. Januar 1948 | Hockey Club Milano | (nicht ausgespielt) | SG Cortina |  |

## Meistermannschaft
Giancarlo Bucchetti – Giancarlo Bulgheroni – Ignazio Dionisi – Arnaldo Fabris – Vincenzo Fardella – Aldo Federici – Umberto Gerli – Dino Innocenti – Costanzo Mongini – Franco Rossi – Giannantonio Zopegni